# Sony Alpha 100

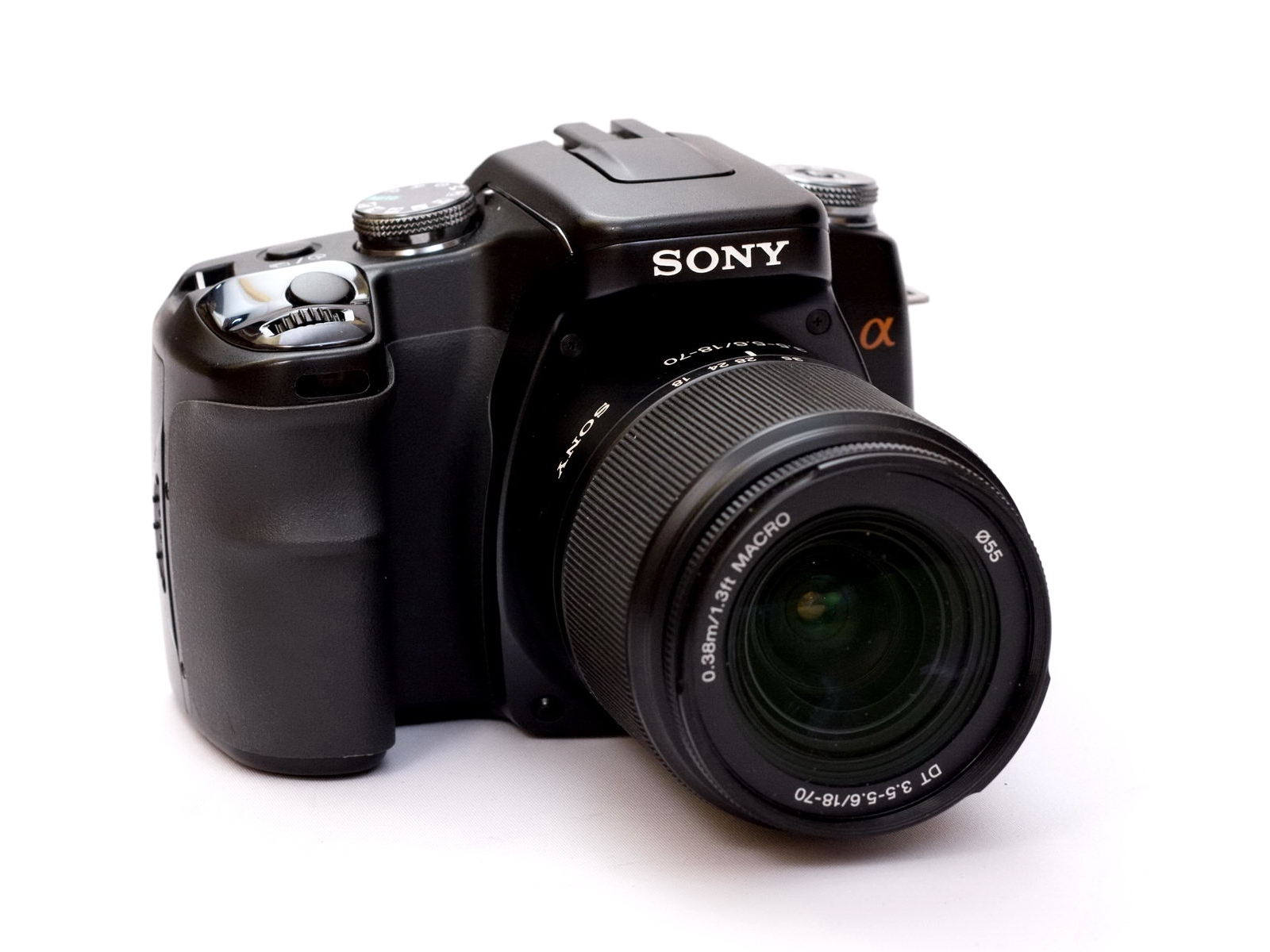
Sony α 100 mit Kitobjektiv 18–70 mm

Die Sony α100 (DSLR-A100) war das erste Modell der {\displaystyle \alpha }-Reihe nach Sonys Übernahme des Alpha-Systems (dem Spiegelreflexsystem rund um das A-Bajonett) von Konica Minolta im Frühjahr 2006. Die Kamera wurde auf einer Pressekonferenz am 5. Juni 2006 in Marrakesch der Weltöffentlichkeit vorgestellt und am 5. Januar 2008 von ihrer dedizierten Nachfolgerin Sony α200 (DSLR-A200) abgelöst.
Die Kamera schließt sich an die Minolta-Dynax-Modellreihe an und ist als die direkte Nachfolgerin der Dynax 5D zu sehen, was sich deutlich im Aussehen, Handling und in der zugrundeliegenden Technik manifestiert. So ist es auch nicht verwunderlich, dass die α100 nachweislich noch von Konica Minolta entwickelt worden ist, wie eine Analyse der Firmware als auch die Konica-Minolta-Codenummern „2187“ im Service-Manual der Kamera zeigen.
Sony zielte mit dieser Kamera sowohl auf Einsteiger aus dem digitalen Spiegelreflexmarkt als auch auf Umsteiger aus der analogen Fotografie. Die α100 verfügt über einen CCD-Bildsensor im APS-C-Format (23,6 mm × 15,8 mm/28,4 mm diagonal) mit 10,2 Megapixeln, der praktisch baugleich mit dem der Nikon D200 ist.
Die α100 kann sowohl mit Compact-Flash-Karten als auch mit Sonys Memory Sticks betrieben werden. Da die Kamera nur über einen Compact-Flash-Schacht verfügt, liefert Sony einen entsprechenden Adapter für die Memory Sticks mit. In der Regel haben schnelle CF-Karten im Vergleich zu Sony Memory Sticks einen Geschwindigkeitsvorteil.

## Technische Merkmale
- Die kameraeigene Bildstabilisierung Super Steady Shot (SSS)
- Eye-Start
- Eingebauter Kontrastverbesserer (Dynamic Range Optimizer)
- Sensorreinigungsfunktion zum Schutz vor Verunreinigungen des Bildsensors
- Fähigkeit zu Infrarotaufnahmen (durchlässiger IR-Sperrfilter)

### Objektive
Bis auf wenige Ausnahmen können alle Objektive mit dem bereits 1985 noch von Minolta eingeführten A-Bajonett ohne Einschränkungen verwendet werden.
Ausnahmen:
- Minolta AF Reflex f8 500 mm (nur zentraler AF-Sensor nutzbar)
- Minolta AF 3×-1× Macro-Zoom (kein Bildstabilisator)
- Einige Objektive von Fremdherstellern benötigen Chip-Upgrades, um von der Kamera richtig erkannt zu werden

### Blitzgeräte
Blitzgeräte können für die vollautomatische Blitzsteuerung nur verwendet werden, wenn sie digitaltauglich sind. Dazu gehören die Blitzgeräte der Minolta HS(D)-Serie und die Sony-Blitzgeräte der HVL-AM-Serie. Eine vorhandene ADI-Fähigkeit eines Blitzgerätes ist ein sichereres Erkennungsmerkmal für die Eignung in Verbindung mit der Alpha 100, es gibt jedoch auch einige Blitzgeräte, die keine ADI-Unterstützung bieten, aber dennoch digitaltauglich sind. Dazu gehört das Makroblitz-Steuergerät MFC-1000 für den Ringblitz und Zwillingsblitz.
Die Sony Alpha 100 unterstützt nicht mehr die „klassische“ TTL-Messung von der Film- bzw. Sensorebene während der Belichtung (TTL-OTF), wie sie von nahezu allen analogen Minolta-Dynax-Kameras unterstützt wird, sondern verwendet einen Vorblitz zur TTL-Blitzmessung (Preflash TTL aka P-TTL). Alternativ dazu kann sie zusätzlich auch mit (ADI-Blitzsteuerung) arbeiten.
Sofern ein Blitzgerät nicht digitaltauglich ist, wird der Blitz stets mit voller Leistung gezündet, was fast immer zu einer starken Überbelichtung führt; im Extremfall wird das Bild sogar komplett weiß.
Wenn mit einem nicht-digitaltauglichen Blitzgerät fotografiert werden soll, gibt es zwei Möglichkeiten:
1. Manuelle Belichtung (Einstellung „M“ an Kamera, Blitzleistung am Blitz einstellen)
2. Blende vorgeben (Einstellung „A“ an Kamera), Blende so wählen, dass maximale Entfernung, die ggf. im Display des Blitzes angezeigt wird, der Entfernung zum Objekt entspricht. Der Blitz erreicht dann im Idealfall bei voller Leistung ein richtig belichtetes Objekt.

Bei beiden Möglichkeiten muss jedoch berücksichtigt werden, dass Umgebungslicht nicht kompensiert wird, wie es bei TTL-Blitzsteuerung der Fall ist.